# Nova Ukraiinka
Nova Ukraiinka (în ucraineană Нова Українка) este localitatea de reședință a comunei Nova Ukraiinka din raionul Rivne, regiunea Rivne, Ucraina.

## Demografie
Componența lingvistică a localității Nova Ukraiinka
     Ucraineană (99,75%)
     Alte limbi (0,26%)
Conform recensământului din 2001, majoritatea populației localității Nova Ukraiinka era vorbitoare de ucraineană (99,75%), existând în minoritate și vorbitori de alte limbi.